# Comandament a distància

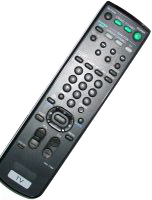
Comandament de televisió

El comandament a distància (calc de l'espanyol), telecomanda o control (a distància o distant) és un aparell electrònic que controla electrodomèstics o altres aparells electrònics mitjançant la transmissió d'ordres a través d'infraroigs o tecnologies sense fils com el Bluetooth. Va ser un invent consolidat pels inventors Eugene Polley i Robert Adley de Zenith Radio Corporation als anys cinquanta als Estats Units.

## Història
Primerament, abans de la consolidació de la telecomanda com a tal, la seva història es remunta a 1893 quan l'inventor de Croàcia Nikola Tesla desenvolupa una idea de comandament a distància titulat Mètode d'un aparell per al mecanisme de control de vehicle o vehicles en moviment. Més endavant, l'any 1903, va aparèixer un altre antecedent anomenat Telekino inventat per l'enginyer de camins, matemàtic i inventor espanyol Leonardo Torres Quevedo. Va ser el primer comandament a distància patentat de la història i primer invent espanyol que va formar part de la llista oficial de fites de la història de l'enginyeria reconegut per l'institut dels Enginyers Elèctrics i Electrònics (IEEE). Respecte a les seves dimensions, la miniaturització encara no era una realitat i el Telekino ocupava l'espai de la superfície d'una taula. El seu objectiu  era controlar dirigibles sense que ningú corregués perill en les proves, però finalment ho va provar amb embarcacions utilitzant ones electromagnètiques per a enviar ordres preprogramades a un receptor.
Més endavant, el comandament a distància es va implementar en l'àmbit militar i científic amb tecnologies derivades del Telekino. Es va utilitzar per a guiar torpedes i drons primitius durant la Segona Guerra Mundial.

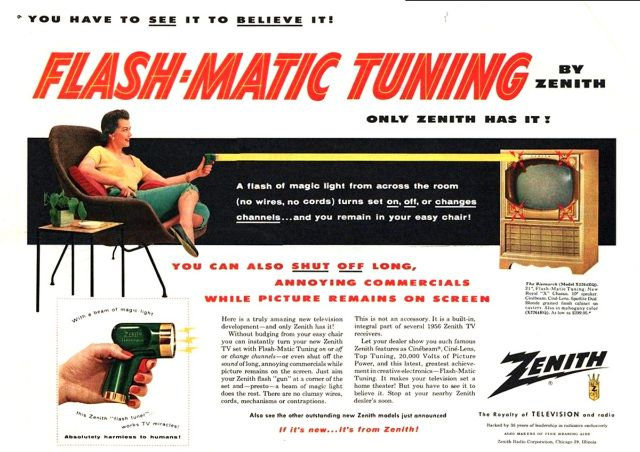
Flashmatic de Zenith Radio Corporation

Finalment, van aparèixer els primers comandaments a distància destinats al mercat de consum l'any 1950 als Estats Units. Primer va estar l'invent anomenat Lazy bones de Zenith Radio Corporation. Aquest dispositiu estava connectat al televisor mitjançant un cable i permetia canviar de canal i controlar el volum, però la incomoditat del cable limitava la seva popularitat. Doncs van inventar el Flashmatic, també de Zenith inventat per Eugene Polley, va ser el primer control remot sense cables, que funcionava utilitzant llum dirigida cap a sensors en el televisor. No obstant això, la llum ambiental interferia, la qual cosa causava mal funcionament. En 1956, Zenith va desenvolupar controls basats en ultrasò, coneguts com a Space Command inventat per  Robert Adler,. Funcionaven produint un so d'alta freqüència inaudible per a l'oïda humana, que era captat pel televisor i això provocava una major fiabilitat que els basats en llum, però s'enfrontaven al problema que els sons metàl·lics pròxims podien activar accidentalment el control remot.

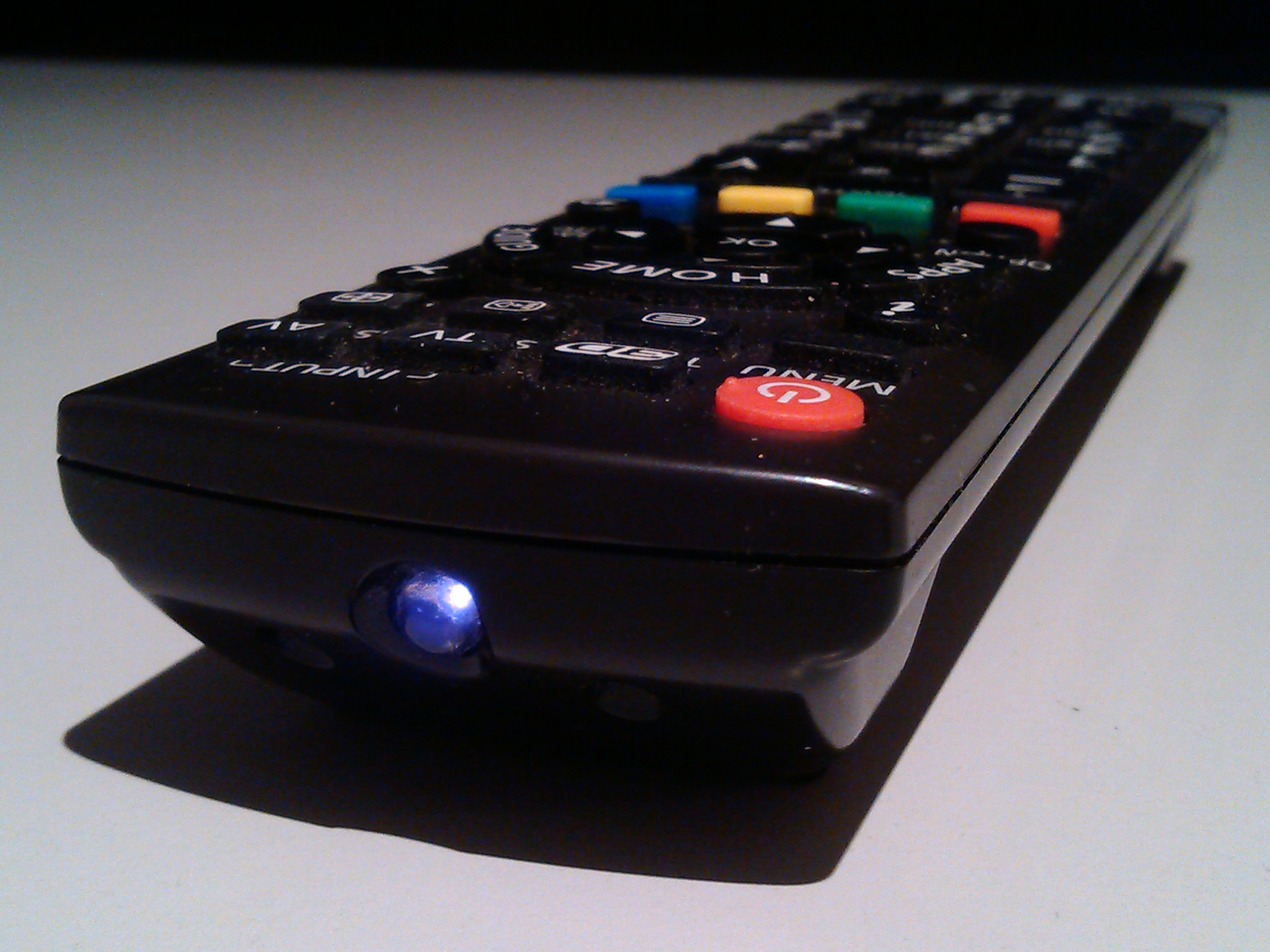
Comandament de televisió emetent radiació infraroja

En les dècades de 1970 i 1980, els controls remots van començar a utilitzar senyals infrarojos, un sistema que persisteix en la majoria dels dispositius actuals. Tenia l'avantatge de la immunitat a interferències de llum ambiental o sons i la capacitat per a executar múltiples funcions en un mateix dispositiu. Els infrarojos van revolucionar el control remot en fer-lo més precís, compacte i assequible.
Una de les primeres aplicacions de comandament a distància en la llar fou el de la televisió, la seva implantació ha sigut tal que s'ha convertit en quasi una necessitat. Posteriorment, anà apareixent en altres electrodomèstics: cadenes de música, aire condicionat o reproductors de DVDs. En els seus orígens els comandaments a distància estaven dissenyats per a ser utilitzats amb un sol aparell, però en l'actualitat ha evolucionat a ser una eina multiús.

## Funcionament

### Sistema intern
El comandament actual funciona pressionant un botó en el comandament i un díode emissor de llum (LED) genera un pols de llum infraroja que viatja a través de l'aire fins a aconseguir un receptor d'infraroig situat en el televisor. Aquest receptor descodifica el missatge transportat, l'interpreta i executa el comando corresponent.
La majoria dels comandaments a distància per a aparells domèstics utilitzen díodes d'emissió en l'infraroig pròxim per a emetre un raig de llum que abast el dispositiu, emetent una freqüència determinada que va des dels 433.92 Mhz als 868 Mhz evitant interferències amb les ones de ràdio, microones i altres dispositius (telèfons mòbils, GPS...).
En el vídeo anomenat ¿Cómo funciona el mando de la tele? de la plataforma Youtube, s'explica més detalladament aquest funcionament a partir del minut 1:50 del vídeo.

### Sistema extern
Els botons del comandament a distància permeten controlar diverses funcions del televisor. A continuació, es descriuen algunes de les funcions comunes dels botons d'un comandament a distància:
- Encendre/apagar:

Botó essencial per enviar una comanda d'encendre el televisor i apagar-ho.
- VOL +/- (Volum):

Ajusta el nivell de volum del televisor.
- CH +/- (Canal):

Permet navegar entre els canals disponibles, avançant o retrocedint en la llista de canals.
- MUTE (Silenciar):

Silencia el so del televisor; en pressionar-lo novament, es restableix l'àudio.
- FORWARD (Endavant):

Canvia entre dos canals o entrades, cosa que permet canviar ràpidament entre el canal o entrada actual i l'últim seleccionat.
- ÀUDIO:

Canvia l'idioma del programa que s'està veient, si el contingut i el televisor ho permeten.
- Botons de Colors (Rojo, Verd, Groc, Blau):

Aquests botons solen estar associats a funcions específiques segons el televisor i el contingut. Per exemple, el botó vermell pot utilitzar-se per a funcions de gravació o pausa en la reproducció.
- HOME (Menú Principal):

Mostra el menú principal del televisor, i això permet accedir a diverses configuracions i aplicacions.
- BACK (Retrocedir):

Retrocedeix un pas en el menú o torna a la pantalla anterior.
- INPUT/SOURCE (Entrada/Font):[12]

Canvia entre les diferents fonts d'entrada del televisor, com HDMI, AV, USB, etc.
Aquests botons proporcionen a l'usuari un control complet sobre les funcions del televisor, facilitant una experiència de visualització personalitzada i còmoda.

## Tipus de comandaments
Aquest invent ha anat evolucionant adaptant-se a les necessitats dels usuaris i a les innovacions tecnològiques. A continuació, es detallen els tipus de comandaments de l'actualitat.

### Comandaments tradicionals
Els comandaments tradicionals estan dissenyats específicament per controlar un sol dispositiu, com un televisor, un reproductor de DVD o un sistema de so. Aquests utilitzen senyals infrarojos (IR) per enviar ordres al dispositiu corresponent. Normalment, aquests comandaments inclouen botons per a funcions bàsiques com encendre/apagar, ajustar el volum i canviar de canal.

### Comandaments universals
Els comandaments universals estan creats per controlar diversos dispositius de diferents marques i models amb un sol comandament. Aquests dispositius poden ser configurats per emetre els codis IR necessaris per a diversos aparells electrònics, que permet a l'usuari gestionar televisors, reproductors de DVD, sistemes de so i altres dispositius amb un únic comandament. Alguns models més avançats ofereixen funcions de programació automàtica i aprenentatge de codis per facilitar la configuració.

### Comandaments intel·ligents
Conjuntament amb l'auge dels dispositius connectats, han aparegut els comandaments intel·ligents. Aquests aparells no només permeten controlar diversos dispositius, sinó que també incorporen funcions avançades com el control per veu, pantalles tàctils i la connectivitat amb assistents virtuals com Alexa o Google Assistant. A més, poden connectar-se mitjançant xarxes Wi-Fi o Bluetooth, oferint més flexibilitat i abast. Alguns models fins i tot permeten gestionar dispositius de domòtica, com llums, termòstats i sistemes de seguretat, convertint-se així en un centre de control per a la llar intel·ligent. Aquesta evolució dels comandaments a distància reflecteix la tendència cap a la integració i la comoditat en l'ús dels dispositius electrònics, facilitant la interacció de l'usuari amb una gamma cada vegada més àmplia d'aparells a casa.

## Altres aplicacions
En conseqüència, el desenvolupament i l'estandardització del format d'ones infraroges utilitzades (IrDA) van causar l'aparició al mercat comandaments a distància programables o genèrics que es poden adaptar a molts aparells, així com aplicacions per a ordinador de butxaca que permeten moltes més funcions.

## Limitacions i impacte ambiental
Els comandaments a distància són eines molt útils en la nostra vida quotidiana. No obstant això, presenten certes limitacions i tenen cert impacte ambiental.

### Interferències
Els senyals infrarojos (IR) utilitzats pels comandaments a distància poden veure's afectats per diversos factors:
- Obstacles Físics: Els senyals IR requereixen una línia de visió directa entre el comandament i el dispositiu receptor. Objectes com mobles o parets poden bloquejar el senyal, impedint el funcionament correcte del dispositiu.

- Llum Ambiental Intensa: Fonts de llum intensa, com la llum solar directa o llums fluorescents potents, poden interferir amb els senyals IR, disminuint l'eficàcia del comandament a distància.

### Impacte ambiental
- Bateries: La manca d'infraestructures adequades per al reciclatge de bateries, especialment les de liti, pot agreujar el problema ambiental. A Espanya, per exemple, no hi ha plantes operatives per al reciclatge de bateries de liti,[17] la qual cosa obliga a enviar-les a altres països, incrementant la petjada de carboni associada al seu transport.

### Mesures per mitigar l'impacte ambiental
- Ús de Bateries Reciclables: Optar per bateries recarregables en lloc de les d'un sol ús pot reduir significativament la quantitat de residus generats.
- Reciclatge Adequat: És fonamental dipositar les bateries usades en punts de recollida específics per assegurar un tractament adequat i evitar la contaminació ambiental.
- Desenvolupament d'Infraestructures de Reciclatge: Invertir en plantes de reciclatge de bateries al territori nacional podria disminuir l'impacte ambiental associat al transport i millorar l'eficiència del procés de reciclatge.